# Di-terc-butil-hidroxitoluol
A butil-hidroxitoluol (más néven BHT, 2,6-di-terc-butil-4-metilfenol, 2,6-di-terc-butil-p-krezol, DBPC, butilált hidroxitoluol, E321) szerves vegyület, melynek MeC6H2(CMe3)2OH (Me = metil). Antioxidáns, és zsíroldékony tulajdonsága miatt elsősorban élelmiszerekben és kozmetikumokban tartósítószerként alkalmazzák, ugyanakkor felhasználják még gyógyszerekben, üzemanyagokban, gumigyártás során, petróleum-származékokban, és különböző tartósító/balzsamozó szerekben.

## Élelmiszeripari felhasználása
A butil-hidroxitoluolt tartósítószerként 1954 óta használják, mert meggátolja az élelmiszerek színének, szagának és állagának megváltozását. Antioxidánsként megköti a szabad gyököket.
A BHT kettős természete miatt (egyes rákfajták kialakulását gátolja, míg más rákfajták kialakulását elősegíti) számos országban betiltották (Japán (1958), Románia, Svédország, Ausztrália stb.) Az 1970-es évektől kezdve élelmiszerekben egyre inkább a kevéssé jól ismert butil-hidroxi-anizolt alkalmazzák, mert annak jelenlegi ismereteink szerint nincs rákkeltő hatása.